# Mornaričko groblje u Puli
Mornaričko groblje u Puli (njemački: K.u.k Marinefriedhof) jest spomen-groblje koje se nalazi na Stoji, smješteno nadomak uvale Valkane, omiljenog šetališta Puljana. Jedno je od najvećih vojnih grobalja u Europi.

## Povijest
Austrougarsko groblje otvoreno je 1862. godine, a za njegovo je uređenje Ministarstvo mornarice kupilo četiri tisuće četvornih metara zemlje. Danas se groblje rasprostire na više od dvadeset i dvije  tisuće četvornih metara, a na njemu je prema dostupnim podacima pokopano oko 150 000 ljudi.[nedostaje izvor]
Mornaričko groblje uređeno je kao park, posljednji put  1990. godine[ili 1997?] uz pomoć austrijskog Crnoga križa i Njemačkog narodnog saveza za brigu o ratnim grobovima. Na groblju je pokopan veći broj osoba važnih za povijest Pule: 12 austrougarskih i jedan turski admiral, tristotinjak talijanskih i njemačkih vojnika, pokopane su i žrtve brodske nesreće Baron Gautsch te posade bojnih brodova Szent Istvan i Viribus Unitis. Groblje je uvršteno u popis spomenika pod zaštitom Haaške konvencije.
Zahvaljujući akciji i poduzetnosti austrijskog Crnoga križa i Njemačkog narodnog saveza koji se brine o brojnim vojnim grobljima na prostoru negdašnjega Carstva, u obnovu i uređenje Mornaričkog groblja u Puli uloženo je dva milijuna maraka. To je groblje postalo svojevrsni most austrijsko-hrvatskog prijateljstva. U povodu završetka njegove obnove 3. svibnja 1997. godine u Domu hrvatskih branitelja (bivši Mornarički kasino koji su svojim prilozima sufinancirali austrougarski časnici), održan je nakon 1914. godine prvi mornarički bal.
Na vanjskom zidu crkvice sv. Nikole na Mornaričkom groblju nalazila se spomen-ploča Janku Vukoviću-Podkapelskom koji je po vlastitom odabiru potonuo zajedno sa zastavnim brodom SMS Viribus Unitis 1. studenoga 1918. godine. Natpis na ploči glasio je: ZUM ANDENKEN / an / Janko Vuković-Podkapelski / K.u.K. Linienschiffskapitän / Kommandant S.M.S. VIRIBUS UNITIS / der am 1. Nov. 1918. im Hafen von Pola den / Heldentod fand. / Die Witwe (U SPOMEN / na / Janka Vukovića-Podkapelskog / c. i kr. kapetana bojnog broda / zapovjednika S.M.S. VIRIBUS UNITIS / 1. studenoga 1918. u pulskoj luci / dočekao herojsku smrt. / Udovica). Danas se spomen-ploča nalazi u Vojnom muzeju u Beču, dok je u Puli postavljena replika u mramoru nepotpunog sadržaja. Na spomen-ploči naveden je čin kapetana bojnog broda, iako je Podkapelski poginuo s činom kontraadmirala kojeg mu je u ime Narodnog vijeća SHS dodijelio Ante Tresić Pavičić, no Jankova udovica taj čin nikad nije priznala.[nedostaje izvor] Na ovom groblju ukopan je i Stanislav Budisavljević, zapovjednik austrougarske mornarice.

## Dodatno
- Austrougarska ratna mornarica
- Mornarička crkva u Puli

## Vanjske poveznice
- Službena stranica Mornaričkog groblja u Puli